# 丘维声
丘维声（1945年4月—）是一位中国数学家、教育家。

## 生平
生于福建省龙岩市，16岁时以全国高考状元的成绩考入北京大学，1978年3月至今担任北京大学数学科学学院教授，多年坚持讲授数学专业基础课程。

## 著作
截至2013年，共著有包括《高等代数（上册、下册）》、《简明线性代数》两本国家级规划教材在内的40部著述。于1993-97年的一系列文章中逐步解决了n=3pr情形的乘子猜想，并取得了一系列进展。
他在youtube上有教學影片--北京大学：科学是什么  数学的思维方式。